# Apă vie

## În mitologia slavă
Apa vie este băutura zeilor în mitologia slavă; cel care o bea obține nemurire și tinerețe veșnică. Această apă miraculoasă izvorăște din Fântâna Fermecată de pe muntele Hvangur din Paradis, păzită ori de Șarpele Alb și Fecioarele Albe, ori de zeul Siva (după ce acesta l-a alungat pe balaurul Koscei de pe munte) și de zeița Jiva, care îl slujește pe acesta.

## În mitologia română
În mitologia română, Apa Vie este apa băută de eroi pentru a reveni la viață după vindecarea unor răni. Apa Moartă este complementul Apei Vii, iar majoritatea poveștilor indică proprietățile de vindecare ale acesteia, însă nu de a reda viața. De obicei, învierea morților este făcută prin aplicarea acestei Ape Moarte pe răni pentru a le vindeca, apoi fiind readuși la viață cu Apa Vie, deoarece aceasta nu poate vindeca rănile. Foarte puține povești românești desemnează apa moartă ca băutură otrăvitoare.

## Legături externe
Teste vitalitate ape - teste apa vie